# Niccolò di Tommaso

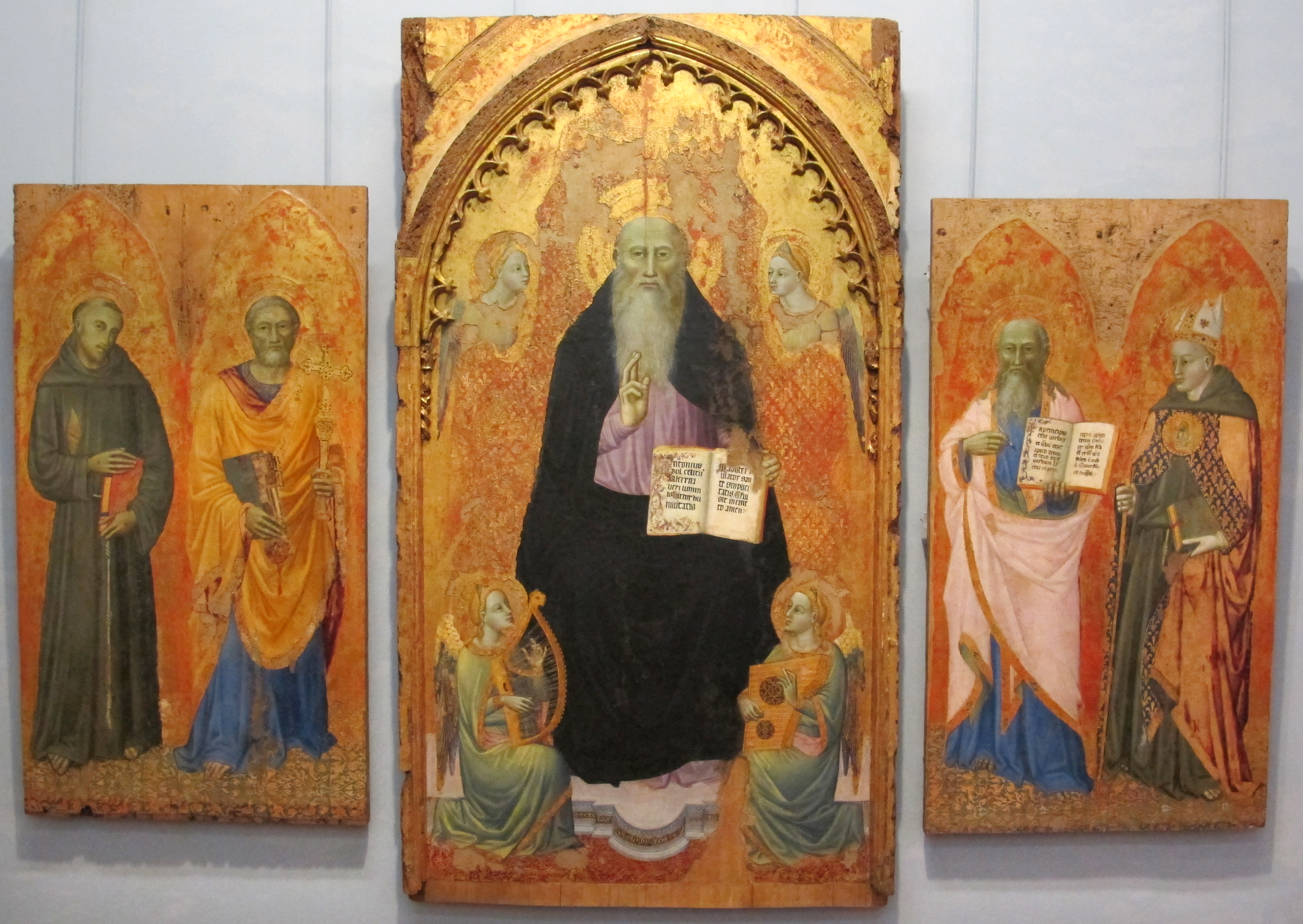
Tríptico con san Antonio Abad entronizado entre ángeles con los santos Francisco de Asís, Pedro, Juan Evangelista y Luis de Tolosa, Nápoles, Museo di Capodimonte.

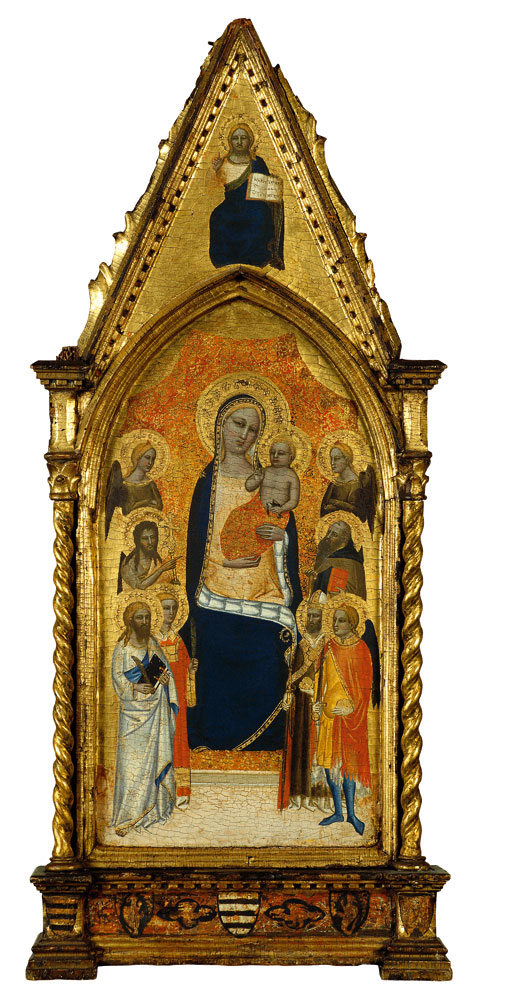
La Virgen y el Niño entre ángeles y seis santos, temple sobre tabla, 87 x 39 cm, Colección Thyssen-Bornemisza,en depósito en el Museu Nacional d'Art de Catalunya.

Niccolò di Tommaso (f. 1346-1376) fue un pintor italiano de la escuela florentina.

## Biografía y obra
Formado probablemente en el taller de Andrea Orcagna o en el de Maso di Banco, trabajó en Florencia, donde colaboró con Nardo di Cione en la capilla Strozzi de Santa María Novella, Pistoia (Palazzo Comunale y convento de Tau) y Nápoles.
Hacia 1346 se inscribió en el Arte dei Medici e Speziali, una de las siete grandes corporaciones de artesanos y artistas de Florencia. En 1365 aparece citado en las últimas voluntades de Nardo di Cione y, poco más tarde, se le documenta trabando con otros artistas en la catedral de Santa María del Fiore. En torno a 1370 debió de viajar a Pistoia y Nápoles, donde en 1371 habría pintado su única obra firmada y datada: el tríptico de san Antonio Abad entronizado, conservado en el Museo di Capodimonte, que se supone pintado por encargo de Juana I de Anjou atendiendo a las flores de lis que forman el fondo. Pasando de nuevo por Pistoia, donde trabajó al fresco en la iglesia de Tau y se documentan en 1372 un pago por la reparación de una tabla del retablo de su catedral y la pintura de una pala de altar para la iglesia de S. Giovanni Fuorcivitas, retornó a Florencia documentándosele aquí por última vez en 1376.
A partir de este reducido número de obras documentadas o firmadas se le han atribuido alrededor de cincuenta trabajos, tanto al fresco (Madonna del Parto en la iglesia de San Lorenzo de Florencia o los frescos de la iglesia del castillo del Balzo en Casaluce, con Celestino V entronizado entre santos y donantes) como al temple y sobre tabla, entre ellos varios altares portátiles muy característicos de la pintura del trecento florentino como pueden ser el de la Visión de santa Brígida de la Pinacoteca Vaticana o el pequeño retablo de la Virgen y el Niño entre ángeles y seis santos de la colección Thyssen-Bornemisza, conservado con su marco gótico.